# Asher Hobson
Asher Hobson (* 26. November 1889 in Quenemo, Osage County, Kansas; † 29. Februar 1992 in Blue Mounds, Dane County, Wisconsin) war ein US-amerikanischer Agrarökonom.

## Leben

### Familie und Ausbildung
Der aus der Stadt Quenemo im Bundesstaat Kansas stammende Asher Hobson, Sohn des Felix Hobson sowie dessen Ehegattin Ida May geborene Harr, graduierte im Jahre 1913 zum Bachelor of Arts an der University of Kansas. In direkter Folge wandte er sich insbesondere dem Studium der Agrarökonomie an der University of Wisconsin–Madison zu, dort erwarb er 1915 den akademischen Grad eines Master of Arts. Darüber hionaus promovierte er im Jahre 1931 zum Doctor of Political Sciences am Hochschulinstitut für internationale Studien und Entwicklung.
Asher Hobson heiratete am 26. Juni 1917 Thea geborene Dahle (1891–1986). Aus dieser Verbindung entstammte der Chemieingenieur Merk Hobson (1921–1977) sowie die Pädagogin Madeleine Hobson Winner (1925–2010), Asher Hobson verstarb Ende Februar 1992 hochbetagt in Blue Mounds im Bundesstaat Wisconsin.

### Beruflicher Werdegang
Asher Hobson erhielt im Jahre 1914 seine erste Anstellung als Research Assistant in Agriculture Economics an der University of Wisconsin-Madison, die er bis 1916 ausfüllte. 1917 folgte er einer Berufung zum State Director of Markets nach Washington, D.C. 1919 wechselte Hobson in der Funktion des Assistant Chief of the Office of Farm Management an das U.S. Department of Agriculture, die er bis zum Folgejahr bekleidete. Zusätzlich übernahm er eine Associate Professur of Economic Agriculture an der Columbia University.
Im Jahre 1922 übersiedelte Asher Hobson als US-Delegierter an das International Institute of Agriculture nach Rom, 1929 kehrte er in der Position eines Consulting Economist am Federal Farm Board nach Washington D.C. zurück, 1930 wurde er zum Chief of Division of Foreign Agriculture Service am U.S. Department of Agriculture verpflichtet. 1931 nahm Asher Hobson einen Ruf auf die Professur of Agricultural Economics der University of Wisconsin-Madison an, ein Jahr später wurde ihm die Leitung des Department of Agricultural Economics übertragen, 1948 legte er diese zurück, 1953 wurde er emeritiert. Seit 1948 gehörte er dem Committee of Agriculture, Nutrition and Forestry des United States Senate an.
Hobson, einer der führenden Agrarökonomen der Vereinigten Staaten seiner Zeit, hielt Mitgliedschaften in der American Economic Association, der American Farm Economic Association, der International Association of Agricultural Economists, im Inter-American Institute for Cooperation on Agriculture sowie in der Phi Kappa Phi und der Delta Sigma Rho inne.

## Schriften
- Can prices be controlled? : lesson O., American Institute of Agriculture, Chicago, Ill., 1923
- Agricultural economics in Europe. A survey of the teaching, research, and extension activities in agricultural economics in European countries, Rome, 1926
- Report on the Work of the Agricultural Commission of the Internationa Economic Conference, Geneva, May 4 to 23, 1927, Rome, 1927
- Memorandum on the second session of the Economic Consultative Committee of the League of Nations, 1929
- Report on the Fifteenth International Congress of Agriculture Held in Prague, Czechoslovakia, June 5-8, 1931, 1931
- The International Institute of Agriculture; an historical and critical analysis of its organization, activities and policies of administration, in: University of California publications in international relations., volume II, University of California Press, Berkeley, Calif., 1931
- Cooperation Principles and Practices: The Application of Cooperation to the Assembling, Processing, and Marketing of Farm Products; to the Purchase of Farm and Household Supplies; and to the Providing of Such Services as Credit, Insurance, Artificial Breeding and Rural Electric Power, in: Circular 420, Extension Service of the University of Wisconsin, Madison, Wis., 1952